# Michael Giacchino
Michael Giacchino (Riverside Township, New Jersey, 1967. október 10. –) Oscar- és háromszoros Grammy-díjas amerikai zeneszerző, aki számos videójátékhoz, filmhez és tv-sorozathoz komponált zenét. Hangszerelésére a rézfúvósok nagyszámú használata jellemző. A Juliard School-ban, és a New York-i School of Visual Arts-ban vizsgázott történelemből és filmkészítésből.

## Videójátékok
Giacchino első jelentősebb szerzeménye az 1997-es DreamWorks videójáték-adaptációhoz, a The Lost World: Jurassic Park-hoz készült. Ez volt az első PlayStation-játék, melynek zenéjét élő zenekari műből rögzítették. Giacchino még számos további játékig megőrizte kapcsolatát a DreamWorks-szel.
A Medal of Honor játéksorozat (Underground, Allied Assault, és Frontline) zenéjéért többszörösen díjazták. További népszerű szerzeményei a  Secret Weapons Over Normandy, a Call of Duty, és a Call of Duty: Finest Hour zenéje. Ő készítette a Disney-nek The Incredibles: Rise of the Underminer című játék zenéjét is.

## Filmek, sorozatok
2001-ben az Alias c. televíziós sorozat producere, J. J.Abrams felfigyelt Giacchino videójátékokban megmutatkozott tehetségére, és felkérte, hogy komponáljon zenét a sorozat számára. Az alkotás minden eddiginél nagyszabásúbb lett. Abrams következő produkciójának (2004–2010), a Lostnak is ő szerezte zenéjét (CD-n is megjelent). Első filmzenéjét a Hihetetlen családhoz (The Incredibles) készítette, 2004-ben. 2005-ben a Szuper felsőtagozat (Sky High), a Kőkemény család (The Family Stone), és a The Muppets Wizard Of Oz című filmek zenéjét szerezte. 2006-ban, a Mission: Impossible III-nál ismét J. J. Abrams-szel dolgozhatott.

## Díjak
2004  Call of Duty – Game Developers Choice Awards (Excellence in Audio)
2005  A Hihetetlen család – Grammy-díj (3 jelölés)
2005  Lost – Emmy-díj (Dramatic underscore)
2010 Fel – Golden Globe-díj - legjobb eredeti filmzene
2010 Fel - Oscar-díj - legjobb eredeti filmzene